# Amazing Atomic Activity
Amazing Atomic Activity – ósmy studyjny album polskiej grupy Acid Drinkers. Nagrań dokonano w studiu Deo Recordings w Wiśle. Album wydany został przez Metal Mind Productions 17 maja 1999 roku.

## Lista utworów
Źródło.
1. „Amazing Atomic Activity” – 3:34
2. „You Better Shoot Me” – 4:49
3. „Satisfaction” (The Rolling Stones / Big Hits (High Tide and Green Grass)) – 2:40
4. „Cops Broke My Beer” – 3:59
5. „Wake Up! Here Come The Acids” – 3:51
6. „My Pick” – 4:48
7. „She's Gonna Be A Porno Star” – 4:26
8. „Justify Me (I Was So Hungry)” – 5:13
9. „Home Submarine” – 4:51
10. „House Full Of Reptiles” – 3:05
11. „What A Day” – 6:36
12. „Cigarettes” – 3:01
13. „The Last Lap” – 4:25
14. „Human Bazooka (live)” – 5:00

## Twórcy
Źródło.
- Tomasz „Titus” Pukacki – śpiew, gitara basowa, koncepcja okładki
- Przemysław „Perła” Wejmann – gitara, śpiew, koncepcja okładki
- Dariusz „Popcorn” Popowicz – gitara
- Maciej „Ślimak” Starosta – perkusja,
- Tomasz Dziubiński – producent wykonawczy
- Krzysztof „Flipper” Krupa – realizacja nagrań perkusji
- Maciej Bogusławski – realizacja nagrań gitar, basu oraz wokalu
- Adam Toczko – miks
- Grzegorz Piwkowski – mastering
- Szymon Felkel – zdjęcia okładki
- Mikele – skład okładki